# Селестен, Мартиаль
Мартиаль Лавод Селестен (фр. Martial Lavaud Célestin; 4 октября 1913 — 4 февраля 2011) — гаитянский государственный деятель.
Премьер-министр Гаити (1988).

## Биография
В студенческие годы изучал право и экономику в юридическом факультете в Париже и в 1936 году стал адвокатом.
В 1950—1956 годах — на дипломатической работе в посольстве Гаити в Париже,
В 1953—1956 годах — помощник министра иностранных дел Гаити. Его карьера в МИДе была прервана с приходом к власти диктаторского клана Дювалье.
В 1977 году был избран президентом Ассоциации коллегии адвокатов Порт-о-Пренса, одновременно в 1978—1996 годах — профессор Государственного университета Гаити, в 1978—2005 годах он также был профессором аграрного права на юридическом факультете в Порт-о-Пренсе, профессором университета им. Жана Приса-Марса, профессором права в Военной академии и профессором Национальной академии дипломатических и консульских учреждений.
9 февраля 1988 года был назначен президентом Лесли-Франсуа Манига на пост Премьер-министра Гаити после подготовки проекта конституции 1987 года. Совмещал эту должность с постом министра юстиции. Селестен также был избран в парламент Гаити по результатам выборов 17 января 1988 года, но был смещен 20 июля того же года, после путча генерала Анри Намфи.
Являлся кавалером французского ордена Почётного легиона.
Умер 4 февраля 2011 года в возрасте 97 лет.